# Forstschädling

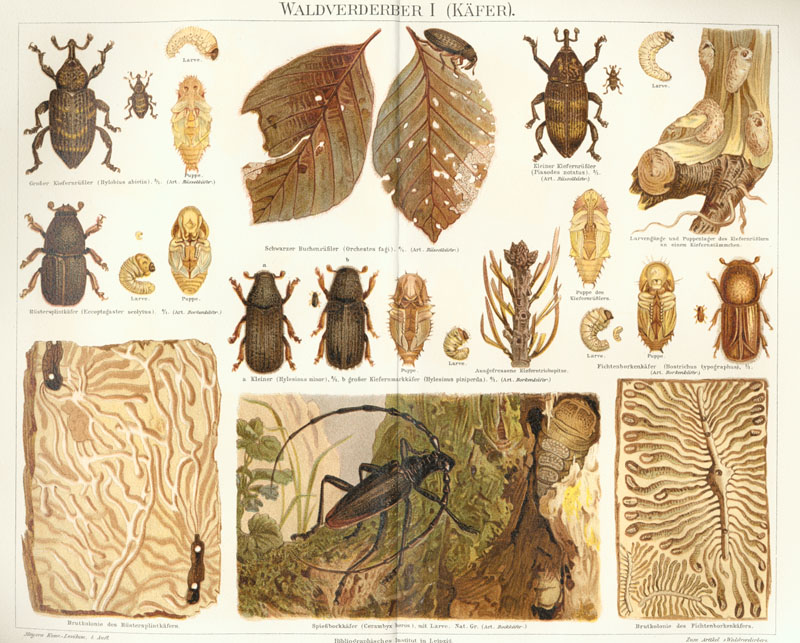
Forstschädlinge: Käfer. Aus Meyers Konversations-Lexikon (1885–90). In der Überschrift steht die damals übliche Bezeichnung „Waldverderber“.

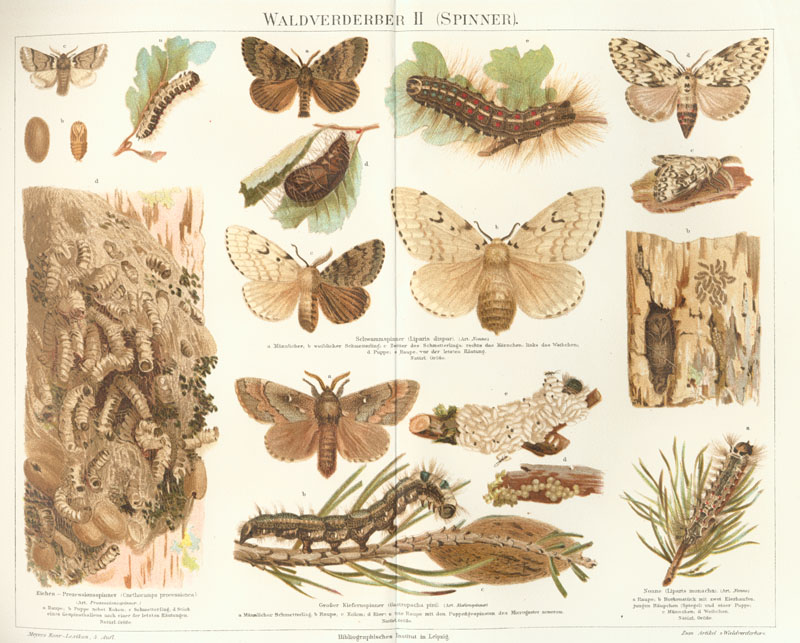
Forstschädlinge: Spinner. Aus Meyers Konversations-Lexikon (1885–90).

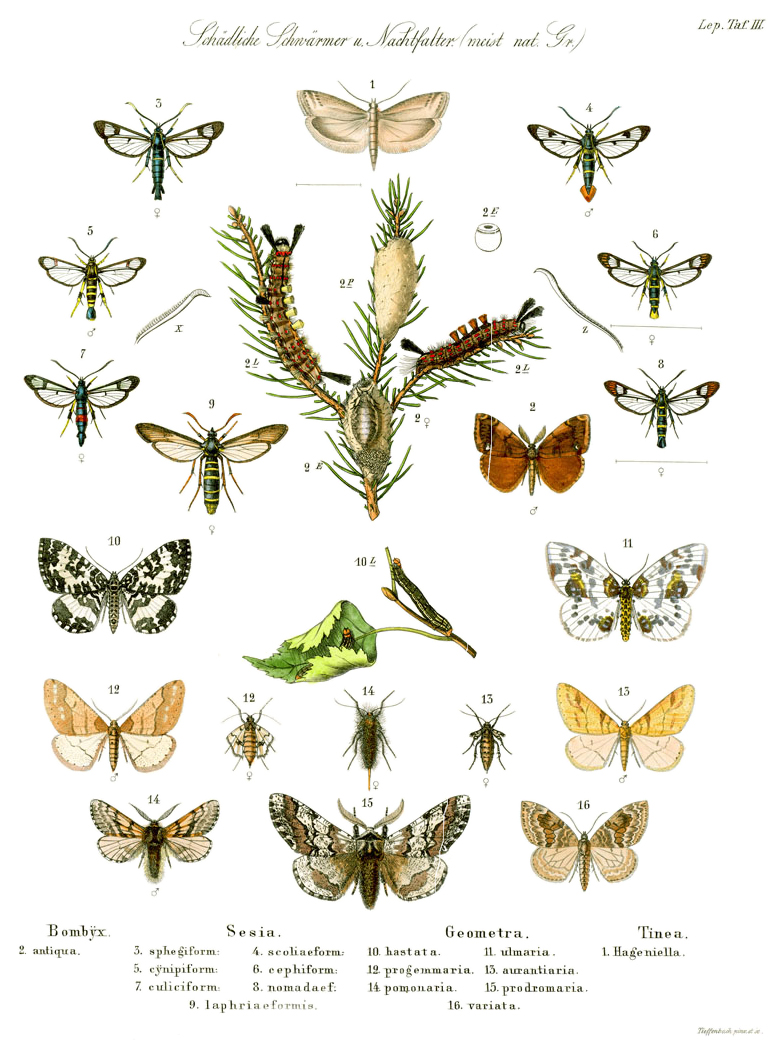
Zusammenstellung forstschädlicher Schwärmer und Nachtfalter aus Julius Theodor Christian Ratzeburg: Die Waldverderbnis (1866–68), 2. Band

Forst- oder Waldschädlinge nennt man alle Arten von Tieren, Pflanzen und Mikroorganismen, die in Wirtschaftswäldern das Wachstum oder die Gesundheit des Baumbestandes negativ beeinflussen. Darunter fallen Schadinsekten wie Schwammspinner, Borkenkäfer, Pilze, Mäuse oder auch Wild, das Knospen und Triebe junger Pflanzen frisst (Wildverbiss) und die Rinde der Bäume beschädigt.
Die sogenannten Forstschädlinge sind in der Regel als Primärkonsumenten oder Destruenten Mitglieder des Ökosystems Wald. Der Begriff „Schädling“ ist daher ökologisch nicht sinnvoll, wird aber in wirtschaftlichem Kontext verwendet. Viele Arten treten als Schädling im eigentlichen Sinne erst dann in Erscheinung, wenn sie durch entsprechende Umweltbedingungen eine Gradation durchlaufen und ihr Nahrungsbedarf exponentiell ansteigt. Andererseits können Bäume durch Umwelteinflüsse wie „saurer Regen“, Windbruch oder lange Dürreperioden so geschwächt sein, dass sie sich nicht mehr gegen die Schädlinge wehren können und absterben.
Quarantäneschädlinge bilden eine weitere Gruppe der Forstschädlinge. Die Kiefernholznematode ist ein Fadenwurm, der ursprünglich in Nordamerika (USA, Kanada) heimisch ist. Die Fadenwürmer befallen Kiefernarten inzwischen auch in Europa und sind ein meldepflichtiger Quarantäneschädling. Eine Studie der Eidgenössischen Forschungsanstalt für Wald, Schnee und Landschaft zeigt, dass Stadtbäume ein potentielles Einfallstor für Waldschädlinge und Waldkrankheiten sein können.
Zur Prävention sowie zur Bekämpfung von Forstschädlingen stehen unterschiedliche Instrumente des Waldschutzes zur Verfügung, die sich in waldbauliche, biologische, biotechnische, mechanische, biochemische oder chemische Verfahren gliedern lassen.